# Manns Harbor (Carolina del Norte)
Manns Harbor es un lugar designado por el censo ubicado en el condado de Dare en el estado estadounidense de Carolina del Norte. La localidad en el año 2010, tenía una población de 821 habitantes.

## Geografía
Manns Harbor se encuentra ubicado en las coordenadas 35°53′24.05″N 75°46′15.96″O / 35.8900139, -75.7711000.